# 庞兹安尼开局
龐兹安尼開局（英語：Ponziani Opening）是國際象棋開局的一種，走法為：
1.e4 e5 2.Nf3 Nc6 3.c3